# Halderberge
Halderberge (anhörenⓘ) ist eine Gemeinde in der Provinz Noord-Brabant in den Niederlanden. Die Gemeinde ist am 1. Januar 1997 durch Zusammenschluss der bisherigen Gemeinden Hoeven, Oudenbosch und  Oud en Nieuw Gastel entstanden.

## Ortsteile
Halderberge besteht aus fünf Ortsteilen (in Klammern die Einwohnerzahl Anfang 2024):
- Bosschenhoofd (2660)
- Hoeven (6770)
- Oud Gastel (6800)
- Oudenbosch (13.760), Sitz der Gemeindeverwaltung
- Stampersgat (1200)

## Lage und Wirtschaft
Die Gemeinde liegt im Nordwesten der Provinz Noord-Brabant, zum Teil im sogenannten Zuckerrübengebiet, nördlich von Roosendaal. Durch die Gemeinde verlaufen die Autobahnen
- A17: Dordrecht – Roosendaal (Ausfahrt nach Oudenbosch)
- A58: Vlissingen – Bergen op Zoom – Breda – Tilburg (Ausfahrt Rucphen, bei Bosschenhoofd).

Die Eisenbahnstrecke Roosendaal – Dordrecht durchquert Oudenbosch. Jede Stunde hält ein Zug im Bahnhof.
Die Moor- und Kleiböden ermöglichen den Anbau von Zuckerrüben. In der Gemeinde gibt es auch Gartenbau, Viehwirtschaft und einige Baumschulen. Die Industrie erzeugt u. a. Baumaterialien und Zucker. Auch gibt es einigen Tourismus in Halderberge.

## Geschichte
Wie aus einer Urkunde hervorgeht, schenkte der Herr von Breda im Dezember 1275 dem Zisterzienserkloster Sankt Bernhard in Hemiksem an der Schelde, etwas südlich von Antwerpen, ein Gebiet von hundert „hoeven“ (eine „hoeve“ = 20 Hektar; das entsprach dem Grund und Boden eines durchschnittlichen Bauernhofes). Das geschenkte Gebiet wurde in einer Akte aus dem Jahr 1298 Halderberge genannt. Daher kommt der Name der heutigen Gemeinde.
Die Mönche stifteten dort eine Abtei und machten das Moor urbar.
Im Jahr 1421 wurde das Gebiet von der St. Elisabeths-Sturmflut heimgesucht.
Das 16. und 17. Jahrhundert brachte diesem Gebiet Kriegselend und wirtschaftliche Rückschläge. Trotzdem ist dies die Periode, da die heutigen Dörfer entstanden.
Oudenbosch wurde nach einem ehemaligen, gerodeten Wald benannt. Stampersgat nach einer Familie Stampers, die dort um 1628 einen Bauernhof besaß.
In der ersten Hälfte des 19. Jahrhunderts war der Anbau von „meekrap“ (Färberkrapp) sehr ertragreich. Dieses Gewächs wurde wegen der Wurzel geerntet, die einen roten Farbstoff für Textilien enthält. Später trat der Anbau von Zuckerrüben an dessen Stelle.
Der damalige Pfarrer von Oudenbosch, Hellemans,  ließ in seinem Heimatdorf 1865, nach einem Besuch im Original, eine verkleinerte Kopie der Basilika Sankt Petri in Rom erbauen. Erst 1892 war die neue Kirche fertiggestellt.
Im 20. Jahrhundert gab es jahrzehntelang in Oudenbosch ein Priesterseminar.

## Sehenswürdigkeiten
- Im Ortskern von Oudenbosch:

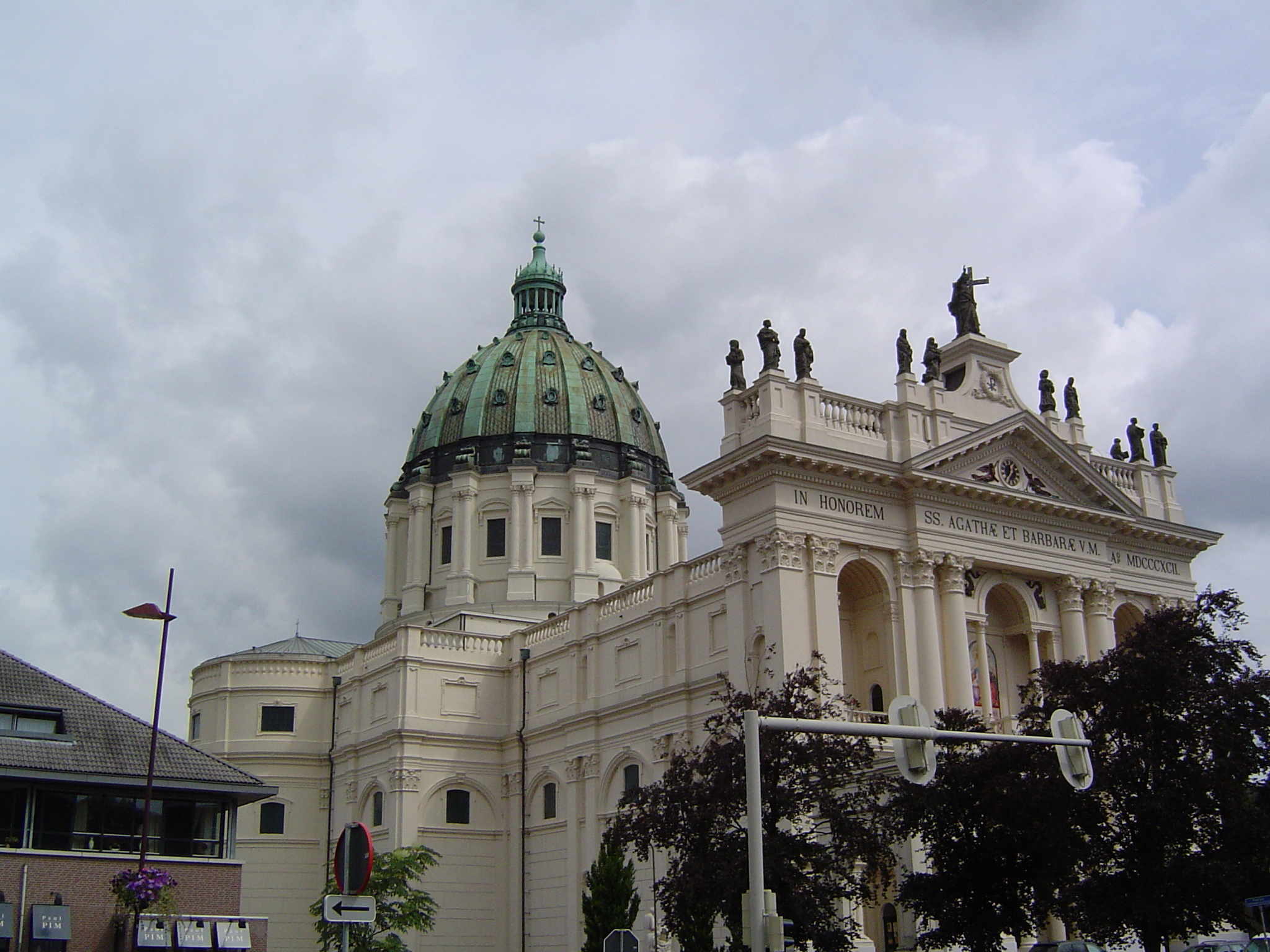
Basilika von Oudenbosch

  - Die Basilika St. Agatha und Barbara von Oudenbosch wurde 1865 bis 1892 durch den Architekten Pierre Cuypers erbaut. Sie ist 81 m lang, 55 m breit und am höchsten Punkt 63 m hoch; das entspricht jeweils einem Viertel der Maße des Petersdoms in Rom.
  - Das Museum der päpstlichen Zouaven
  - Das Museum für Naturgeschichte und Völkerkunde (Indonesien, Afrika)
  - Der Botanische Garten mit kleinem Arboretum

- Sonstiges:
  - Das kleine Seidemuseum in Oud Gastel
  - Der Sportflugplatz Seppe bei Bosschenhoofd
  - Die Umgebung des aus dem späten 19. Jahrhundert stammenden, ebenfalls von Pierre Cuypers entworfenen Klosters Bovendonk  nahe Hoeven (die Gebäude dienen als Konferenzzentrum und können nicht besichtigt werden)
  - Die Volkssternwarte „Quasar“ in Hoeven
  - Die Einwohner der Gemeinde sind Liebhaber des Radsports; in diesem Bereich gibt es regelmäßig Veranstaltungen; auch wer sich auf dem Fahrrad in einem ruhigen Tempo fortbewegen möchte, kommt auf seine Kosten, denn man kann kostenlos Flugblätter mit Tipps für Radtouren bekommen.

## Politik
Die lokale VVD-Fraktion konnte sich bei der Kommunalwahl am 16. März 2022 mit 33,4 Prozent der Stimmen als Wahlsieger durchsetzen. Sie bildete in der Legislaturperiode von 2018 bis 2022 eine Koalition mit Lokaal Halderberge und Werkgroep Oud Gastel-Stampersgat.

### Gemeinderat
Die 21 Sitze des Gemeinderats verteilen sich auf die einzelnen Parteien und Gruppierungen wie folgt:
| Partei                             | Sitze | Sitze | Sitze | Sitze | Sitze | Sitze | Sitze | Sitze |
| Partei                             | 1996  | 1999  | 2002  | 2006  | 2010  | 2014  | 2018  | 2022  |
| ---------------------------------- | ----- | ----- | ----- | ----- | ----- | ----- | ----- | ----- |
| VVD                                | 3     | 4     | 4     | 4     | 3     | 4     | 6     | 8     |
| Lokaal Halderberge a               | –     | –     | –     | –     | –     | 5     | 5     | 6     |
| Werkgroep Oud Gastel-Stampersgat   | 4     | 3     | 3     | 4     | 4     | 3     | 3     | 4     |
| CDA                                | 4     | 4     | 4     | 3     | 4     | 5     | 4     | 2     |
| D66 b                              | 1     | 0     | –     | –     | –     | –     | –     | 2     |
| PvdA b                             | 2     | 2     | –     | –     | –     | –     | –     | 1     |
| GroenLinks b                       | –     | –     | –     | –     | –     | –     | –     | 1     |
| Progressief Halderberge b          | –     | –     | 2     | 4     | 2     | 3     | 2     | –     |
| Voor De Gemeenschap c              | –     | –     | –     | –     | 1     | 1     | 1     | –     |
| Hoeven 2000 a                      | 2     | 3     | 3     | 3     | 3     | –     | –     | –     |
| ONS Halderberge a                  | 2     | 2     | 2     | 1     | 2     | –     | –     | –     |
| Gemeenschapsbelangen Halderberge a | 3     | 3     | 3     | 2     | 2     | –     | –     | –     |
| Gesamt                             | 21    | 21    | 21    | 21    | 21    | 21    | 21    | 23    |

Anmerkungen

### College van B&W
Die Koalitionsparteien VVD, Lokaal Halderberge und Werkgroep Oud Gastel-Stampersgat sind mit jeweils einem Beigeordneten im College van burgemeester en wethouders der Gemeinde Halderberge zugegen. Folgende Personen gehören zum Kollegium und sind in folgenden Bereichen zuständig:
| Funktion           | Name            | Partei                           | Ressort | Anmerkung                                    |
| ------------------ | --------------- | -------------------------------- | --- | -------------------------------------------- |
| Bürgermeister      | Anne Mulder     | VVD                              | regionale Zusammenarbeit, interne und externe Beziehungen, Kommunikation, Lebensqualität, Feuerwehr, Krisenmanagement, Drogen- und Alkoholpolitik, Getränke- und Gaststättenpolitik, Repräsentation, Verwaltungskoordination, administrative und allgemeine juristische Angelegenheiten, Koordination der Integrationspolitik, Vollstreckung, kommunale Verordnung, Einbürgerung, Integrität, elastische Verwaltung, Volksgesundheit; Informationssicherheit und Privatsphäre, Gesetz für Markt und Staat; Bestattung; Ausstellungen im Rathaus, Repräsentation des Kulturmonats | kommissarisch; seit dem 10. März 2025 im Amt |
| Beigeordnete       | Thomas Melisse  | VVD                              | gesellschaftliche Entwicklungen, Wohl, Pflege, Bildung, Jugend- und Altenpolitik, Armutspolitik, Erwachsenenbildung, Mindesteinkommenspolitik, Jugendhilfe, Koordination der drei Dezentralisierungen; Partizipationsgesetz, Arbeitsmarktpolitik; Erholung und Tourismus (inklusive Märkte und Kirmessen), Wirtschaftsfragen, Veranstaltungspolitik, Wassertor; Wohlsubvention, Kulturbildung, Bibliotheksarbeit | –                                            |
| Beigeordnete       | Jan Mollen      | Lokaal Halderberge               | klein-kollektiver Transport, Dienstleistung, öffentliche Angelegenheiten; Finanzen, Planung und Facilitymanagement, Kontrolle, Informatisierung und Automatisierung, Personal und Organisation, Grundgeschäft; Unterhalt öffentlichen Raumes, Verkehr und Parken, öffentliches Grün und Natur, Wasserwege, Kanalisation, Friedhöfe, Hundepolitik, Unterhalb der Gebäude (Akkommodationspolitik); religiöses Erbgut, Museen und Heimatvereine | –                                            |
| Beigeordnete       | Hans Wierikx    | Werkgroep Oud Gastel-Stampersgat | Spieleinrichtungen, Sport; räumliche Politik, Wohnungswesen, Müllbeseitigung, Stadtwerke, Bauen und Wohnen, Denkmäler, Archäologie, Kabel und Leitungen, Anlage öffentlichen Raumes in räumliche Entwicklungsprojekten, Agro Food Cluster, Beratungsgremium Seppe CROSE, Baugenehmigungen; Umwelt, Nachhaltigkeit; Kunst im öffentlichen Raum, Kulturmonat | –                                            |
| Gemeindesekretärin | Caroline Jacobs | —                                | — | seit Dezember 2012 im Amt                    |

## Geboren in Halderberge

### Oudenbosch
- Cornelis Andries Backer (1874–1963), Botaniker
- Marinus Jan Granpré Molière (1883–1972), Architekt und Städteplaner
- Cor Heeren (1900–1976), Radrennfahrer